# Faverolles-et-Coëmy
 Faverolles-et-Coëmy  es una población y comuna francesa, en la región de Champaña-Ardenas, departamento de Marne, en el distrito de Reims y cantón de Ville-en-Tardenois.

## Demografía
| 268 | 259 | 297 | 358 | 365 | 459 |
| Para los censos de 1962 a 1999 la población legal corresponde a la población sin duplicidades (Fuente: INSEE [Consultar]) |     |     |     |     |     |